# 임실서초등학교
임실서초등학교(任實西初等學校)는 대한민국 전북특별자치도 임실군 임실읍 신안리 325에 있었던 공립 초등학교이다.

## 연혁
- 1962년 2월 28일 신안국민학교 인가
- 1963년 1월 8일 임실서국민학교로 개명
- 1983년 3월 1일 병설유치원 개원
- 1996년 3월 1일 임실서초등학교로 개명
- 1996년 8월 31일 임실초등학교로 통폐합